# Thouarcé
Thouarcé korábbi község Franciaország Loire mente régiójában, Maine-et-Loire megyében. 2016. január 1-jén négy másik korábbi községgel egyesült és Bellevigne-en-Layon új község része lett.
Lakosainak száma 1961 fő (2018. január 1.). Thouarcé Valanjou községgel határos.

## Népesség
A település népessége az elmúlt években az alábbi módon változott:
| Lakosok száma | 1602 | 1601 | 1498 | 1546 | 1682 | 1820 | 1914 | 5870 | 1957 | 1961 |
|               | 1962 | 1968 | 1975 | 1990 | 1999 | 2008 | 2013 | 2016 | 2017 | 2018 |